# Wiara jak ziemniaki
Wiara jak ziemniaki – południowoafrykański film dramatyczny z 2006 roku. Adaptacja wspomnień Angusa Buchana.

## Treść[2]
Młody szkocki afrykaner Angusa Buchan (Frank Rautenbach), w poszukiwaniu lepszego życia opuszcza z Zambię i przenosi się do RPA. W KwaZulu Natal zamierza założyć farmę, jednak spotykają go same niepowodzenia i przeciwności. Angus jest bliski załamania się. Decyduje się zawierzyć swoje życie Bogu. Od tej pory jego życie zmienia się na lepsze.

## Obsada
- Frank Rautenbach - Angus Buchan
- Jeanne Neilson - Jill Buchan
- Hamilton Dlamini - Simeon
- Sean Michael - Fergus Buchan
- Casper Badenhorst - Koos
- Matthew Dylan Roberts - Percy
- Anton Treurnich - Steyn
- Candice D'Arcy - Joanne
- Morne Theunissen - John
- Rochelle Buchan - Morag